# Alcyonidium argyllaceum
Alcyonidium argyllaceum är en mossdjursart som beskrevs av Castric-Fey 1971. Alcyonidium argyllaceum ingår i släktet Alcyonidium och familjen Alcyonidiidae. Inga underarter finns listade i Catalogue of Life.